# Lönspfad
Der Lönspfad ist ein 44 Kilometer langer Fernwanderweg, der die ostwestfälischen Städte Horn-Bad Meinberg und Oerlinghausen im Kreis Lippe verbindet.
Benannt ist der Lönspfad zu Ehren des deutschen Schriftstellers Hermann Löns (1866–1914), der schon zu Lebzeiten als Jäger, Natur- und Heimatdichter sowie als Naturforscher und -schützer zum Mythos geworden war.

## Verlauf
Am Bahnhof in Leopoldstal ⊙ – Haltepunkt der RB72 – beginnend, führt der Wanderweg durch das Silberbachtal nach Kohlstädt und Berlebeck (zu Detmold). An der Adlerwarte ⊙ vorbei verläuft der Weg weiter über den 393 m ü. NN hohen Klöppingsberg, passiert den Bielstein-Sender ⊙ und den Truppenübungsplatz Senne in Augustdorf. Das Ziel des Lönsweges befindet sich am Archäologischen Freilichtmuseum in Oerlinghausen ⊙.
Den Wanderer führt der Weg aus dem Grenzgebiet zum Eggegebirge durch den Teutoburger Wald und die Senne. Unterwegs hat er 926 Höhenmeter hinauf und 916 Höhenmeter bergab zu bewältigen. Der tiefste Punkt des Weges ist in Berlebeck (180 m ü. NN), der höchste Punkt (417 m ü. NN) kurz vor Berlebeck erreicht.

### Kennzeichnung

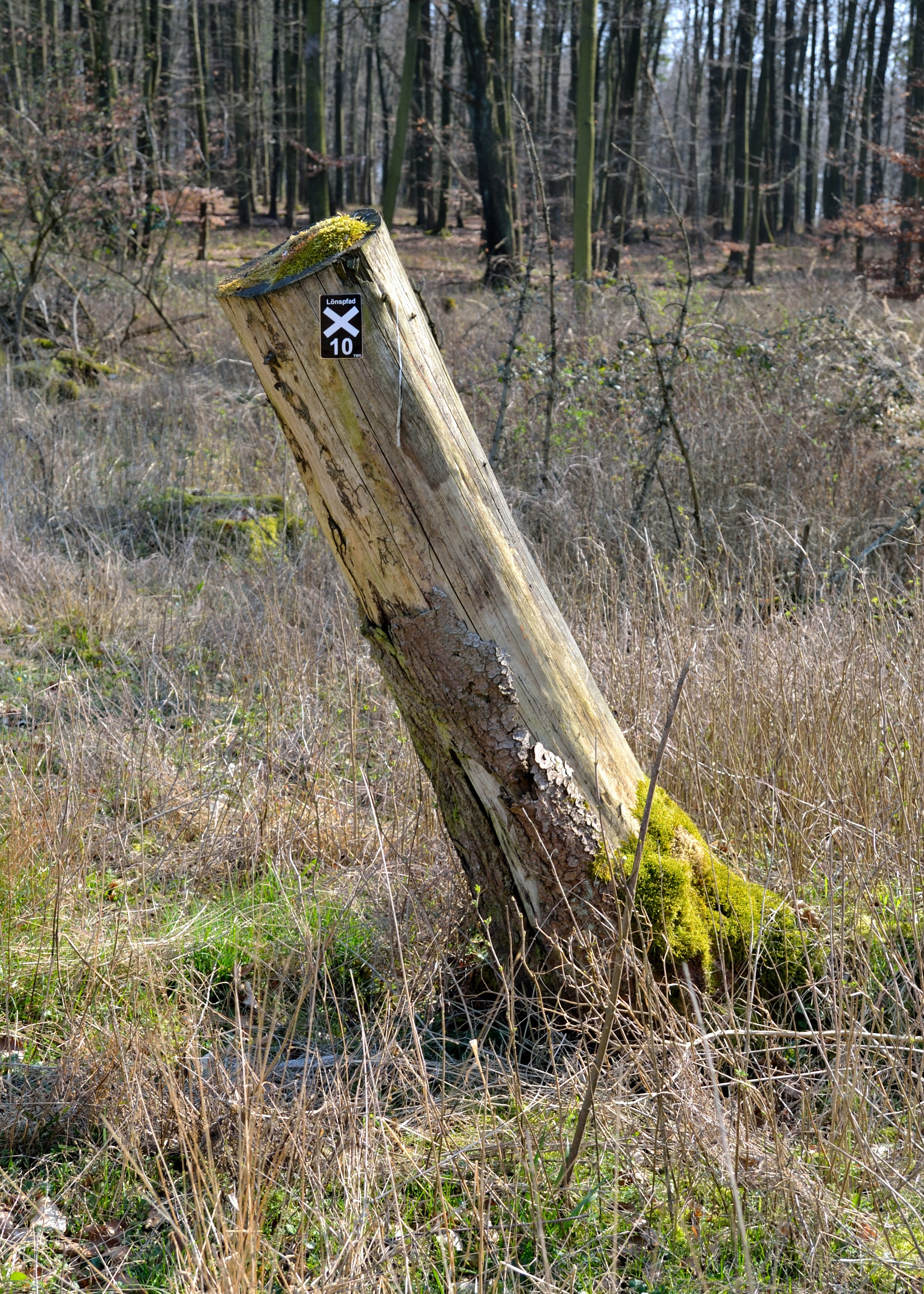
Wegmarkierung am Bielstein

Der Lönsweg ist mit der Wegzeichen-Markierung  X 
und – soweit zweckmäßig – mit der Wegnummer „10“ (
 X10  ) gekennzeichnet.
Betreut wird der Lönsweg durch die Mitglieder des Teutoburger-Wald-Vereins.

### Übergänge
- In Horn-Bad Meinberg kreuzen der Hermannsweg ( H ) (Rheine → Horn-Bad Meinberg) und der Eggeweg ( X ) (Horn-Bad Meinberg → Marsberg)
- In Schlangen kreuzen der Cheruskerweg ( X3 ) (Porta Westfalica → Schlangen), der Diemel-Lippe-Weg ( X4 ) (Marsberg → Schlangen) und der Runenweg ( X7 ) (Porta Westfalica → Schlangen)
- In Augustdorf kreuzt der Diemel-Ems-Weg ( X3 ) (Warburg → Augustdorf)
- In Oerlinghausen kreuzt nochmals der Hermannsweg ( H ) (Rheine → Horn-Bad Meinberg)